# Geophis betaniensis
Geophis betaniensis är en ormart som beskrevs av Restrepo och Wright 1987. Geophis betaniensis ingår i släktet Geophis och familjen snokar. Inga underarter finns listade i Catalogue of Life.
Arten är bara känd från en bergstrakt i departementet Valle del Cauca i västra Colombia. Individer hittades vid 1680 meter över havet. Regionen är täckt av fuktiga skogar. Exemplar registrerades gömda under träbitar på en skogsglänta.
Skogen där Geophis betaniensis hittades var inte ursprunglig och tidigare skogar i närområdet blev omvandlad till jordbruksmark. Hur beståndet påverkas av människans aktiviteter är oklart. IUCN listar arten med kunskapsbrist (DD).